# Belsentes
Belsentes est une commune française, située dans le département de l'Ardèche en région Auvergne-Rhône-Alpes.
Il s'agit d'une commune nouvelle, créée le 1er janvier 2019 et qui résulte de la fusion des communes de Nonières et de Saint-Julien-Labrousse, deux petites communes rurales de la vallée de l'Eyrieux.

## Géographie

### Situation et description
Commune créée à la suite du rapprochement de deux bourgs ruraux de taille modeste (Nonières et Saint-Julien-Labrousse) en secteur de moyenne montagne, la commune nouvelle, situé approximativement dans le centre du département de l'Ardèche conserve toujours un aspect fortement rural.
Sa proximité avec la commune du Cheylard la rattache tout naturellement à la communauté de communes du Val d'Eyrieux dont le siège est justement fixé dans cette dernière.

### Communes limitrophes
Les communes limitrophes sont  Beauvène, Chalencon, Saint-Agrève, Saint-Barthélemy-le-Meil, Saint-Basile, Saint-Cierge-sous-le-Cheylard, Saint-Jean-Chambre, Saint-Jean-Roure, Saint-Michel-d'Aurance et Saint-Prix.

### Géologie et relief

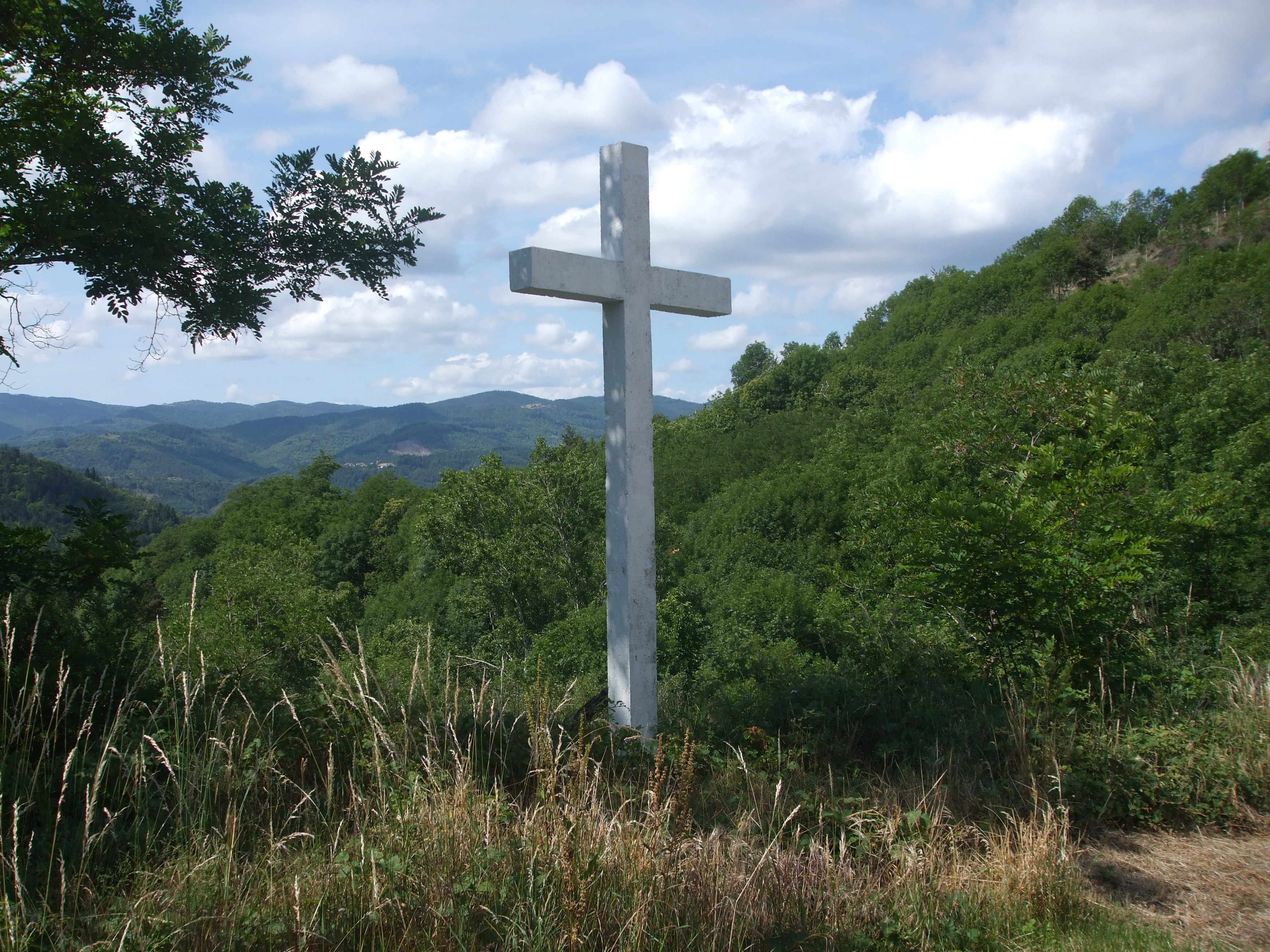
paysage autour de Nonières

Le relief de basse montagne est typique du Vivarais. Les vallées ont été creusées par les glaciers, qui, en emportant le calcaire, ont dégagé les sommets volcaniques.

### Hydrographie
La partie méridionale du territoire de la commune est bordée par l'Eyrieux, rivière de 83,5 km de longueur qui rejoint la rive droite du Rhône au niveau de la commune de La Voulte-sur-Rhône. Un barrage est construit dans le lit de l'Eyrieux à hauteur de la commune, créant par conséquent le Lac des Collanges.

### Climat
Pour des articles plus généraux, voir Climat d'Auvergne-Rhône-Alpes et Climat de l'Ardèche.
En 2010, le climat de la commune est de type climat méditerranéen franc, selon une étude du CNRS s'appuyant sur une série de données couvrant la période 1971-2000. En 2020, Météo-France publie une typologie des climats de la France métropolitaine dans laquelle la commune est exposée à un climat de montagne ou de marges de montagne et est dans une zone de transition entre les régions climatiques « Moyenne vallée du Rhône » et « Sud-est du Massif Central ».
Pour la période 1971-2000, la température annuelle moyenne est de 10,1 °C, avec une amplitude thermique annuelle de 16,7 °C. Le cumul annuel moyen de précipitations est de 1 192 mm, avec 8,8 jours de précipitations en janvier et 5,8 jours en juillet. Pour la période 1991-2020, la température moyenne annuelle observée sur la station météorologique de Météo-France la plus proche, « Cheylard Sa », sur la commune du Cheylard à 6 km à vol d'oiseau, est de 12,2 °C et le cumul annuel moyen de précipitations est de 1 178,7 mm,. Pour l'avenir, les paramètres climatiques de la commune estimés pour 2050 selon différents scénarios d'émission de gaz à effet de serre sont consultables sur un site dédié publié par Météo-France en novembre 2022.

### Voies de communication
La partie sud de la commune qui correspond à la vallée de l'Eyrieux est traversée par l'ancienne route nationale 578 ou RN 578, reclassée en route départementale 578 (RD 578) en 1972. Celle-ci relie Annonay à Labégude.
D'usage essentiellement touristique, la voie verte de la Vallée de l’Eyrieux (dénommé Dolce Vita) emprunte le tracé de l’ancienne voie de chemin de fer départementale qui était abandonnée depuis 1968.

## Urbanisme

### Typologie
Au 1er janvier 2024, Belsentes est catégorisée commune rurale à habitat dispersé, selon la nouvelle grille communale de densité à 7 niveaux définie par l'Insee en 2022.
Elle est située hors unité urbaine. Par ailleurs la commune fait partie de l'aire d'attraction du Cheylard, dont elle est une commune de la couronne,. Cette aire, qui regroupe 20 communes, est catégorisée dans les aires de moins de 50 000 habitants,.

### Risques naturels

#### Risques sismiques
L'ensemble du territoire de la commune de Belsentes est situé en zone de sismicité no 2 (sur une échelle de 5), comme la plupart des communes situées sur le plateau et la montagne ardéchoise.
| Type de zone | Niveau           | Définitions (bâtiment à risque normal) |
| ------------ | ---------------- | -------------------------------------- |
| Zone 2       | Sismicité faible | accélération = 1,1 m/s2                |

## Toponymie
La base constitutive du nom est le terme « sente », choisi car il évoque un moyen naturel de communication pour les habitants qui cheminent entre les différents lieux de la commune.
Le choix de ce nom est le résultat d'une consultation citoyenne réalisée sur les deux communes fusionnant, avec l’avis de la Commission nationale de toponymie sur l’ensemble des propositions collectées.

## Histoire
La commune nouvelle est créée au 1er janvier 2019, par arrêté du préfet de l'Ardèche en date du 12 décembre 2018. Elle résulte de la fusion des communes de Nonières et de Saint-Julien-Labrousse.

## Politique et administration

### Liste des maires
| Période      | Période                   | Identité        | Étiquette | Qualité |
| ------------ | ------------------------- | --------------- | --------- | ------- |
| janvier 2019 | En cours (au 6 août 2020) | Raymond Fayard, |           |         |

### Communes déléguées
| Nom                    | Code Insee | Intercommunalité | Superficie (km2) | Population (dernière pop. légale) | Densité (hab./km2) |
| ---------------------- | ---------- | ---------------- | ---------------- | --------------------------------- | ------------------ |
| Nonières (siège)       | 07165      | CC Val'Eyrieux   | 9,34             | 215 (2016)                        | 23                 |
| Saint-Julien-Labrousse | 07256      | CC Val'Eyrieux   | 16,47            | 333 (2016)                        | 20                 |

## Population et société

### Démographie
L'évolution du nombre d'habitants est connue à travers les recensements de la population effectués dans la commune depuis sa création.

En 2022, la commune comptait 542 habitants, en évolution de −1,09 % par rapport à 2016 (France hors Mayotte : +2,11 %).
| 2015 | 2020 | 2022 |
| ---- | ---- | ---- |
| 548  | 553  | 542  |

### Enseignement
La commune est rattachée à l'académie de Grenoble.

### Événements sportifs
Le Col des Nonières (671 m) au centre du village de Nonières a été emprunté lors de la 12e étape du Tour de France 1996 et de la 12e étape du Tour de France 2010, classé en 3e catégorie.

### Médias
Deux organes de presse écrite de niveau régional sont distribués dans la commune :
- L'Hebdo de l'Ardèche

Il s'agit d'un journal hebdomadaire français basé à Valence et diffusé à Privas depuis 1999. Il couvre l'actualité pour tout le département de l'Ardèche.
- Le Dauphiné libéré

Il s'agit d'un journal quotidien de la presse écrite française régionale distribué dans la plupart des départements de l'ancienne région Rhône-Alpes, notamment l'Ardèche. La commune est située dans la zone d'édition du Nord-Ardèche (Annonay - Le Cheylard).

### Cultes
La communauté catholique locale et les églises de Belsentes (propriété de la commune) sont rattachées à la paroisse Saint Basile Entre Doux et Dunière, elle-même rattachée au diocèse de Viviers.

## Économie
Les deux principales activités locales de cette agglomération rurale sont l'agriculture et le tourisme.

## Culture locale et patrimoine

### Lieux et monuments
- Église Saint-Jacques de Nonières
- Église Saint Julien de Saint-Julien-Labrousse
- Croix-oratoire de La Chapelette

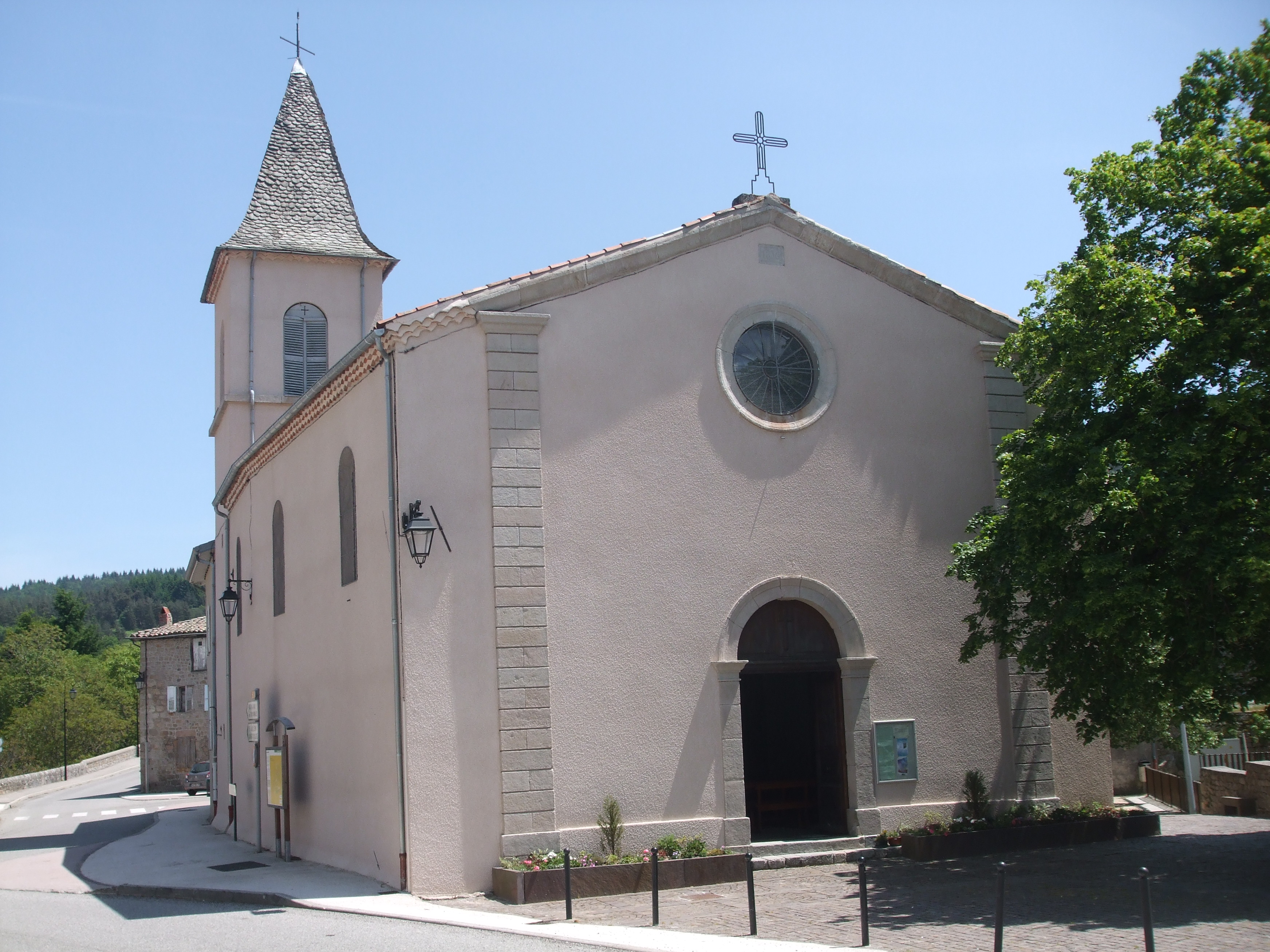
Église de Nonières (extérieur)
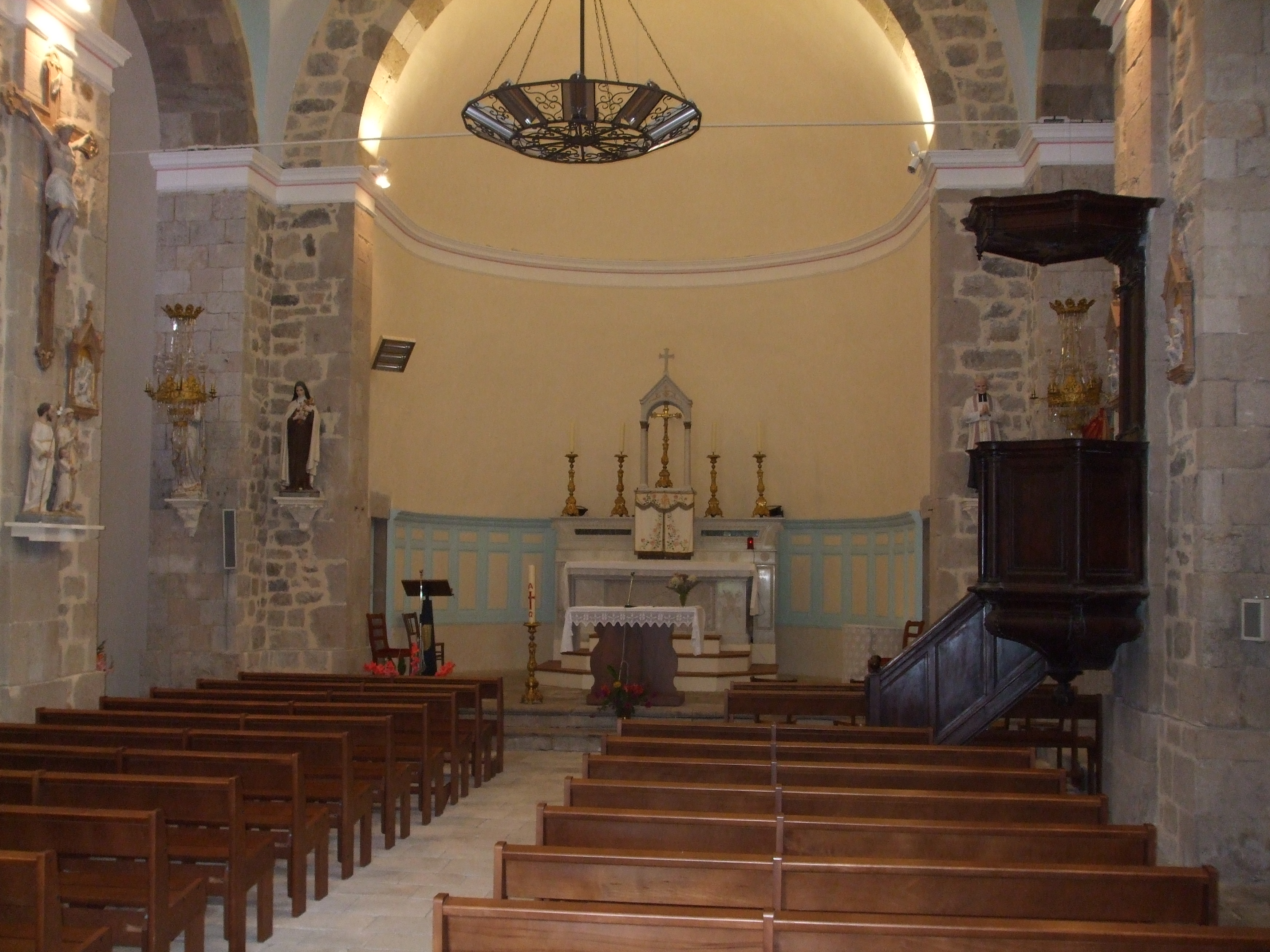
Église de Nonières (intérieur)
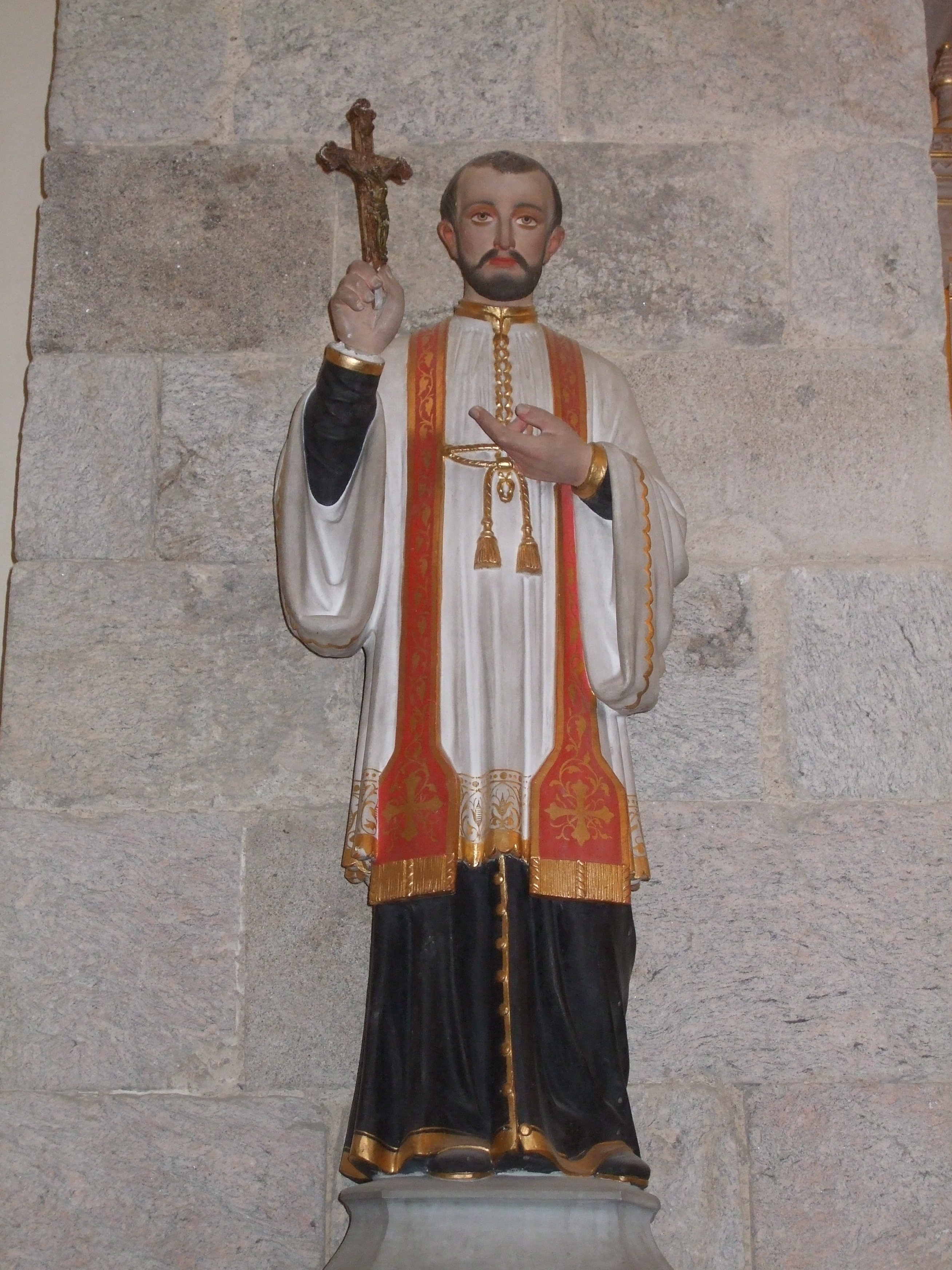
Église des Nonières (statue Saint François Régis)
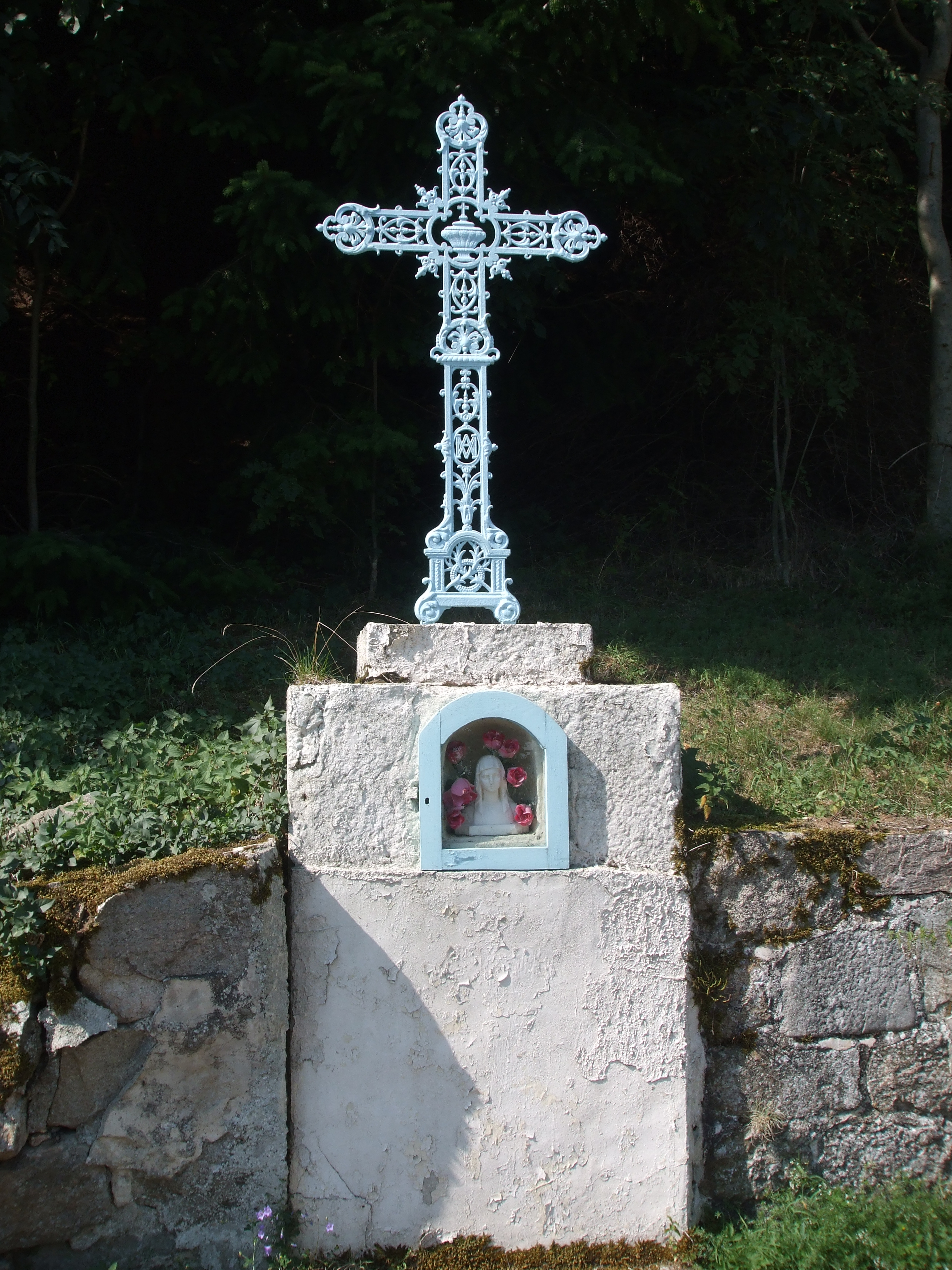
Croix-oratoire, dite "la Chapelette"
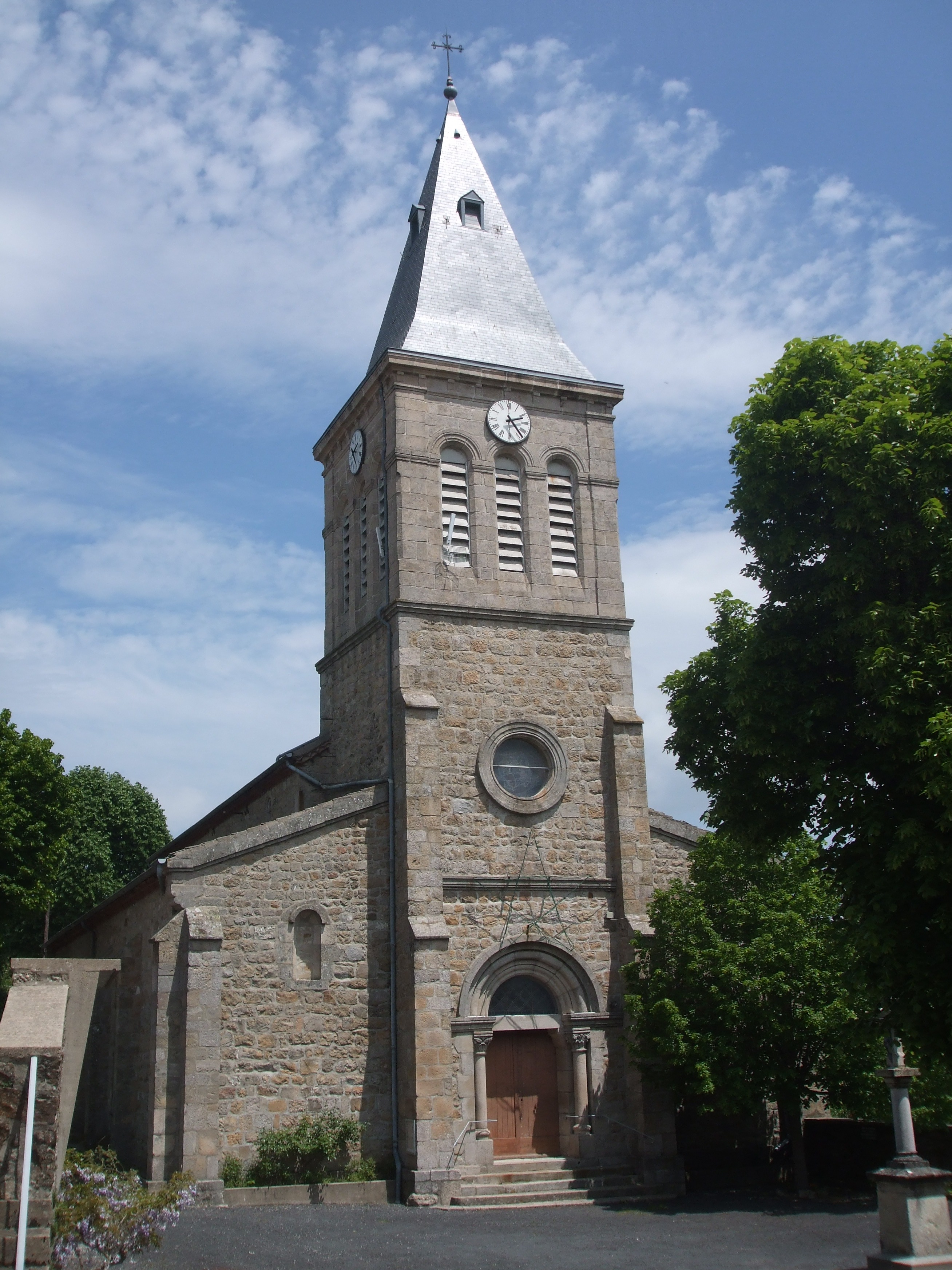
Église Saint-Julien de Saint-Julien-Labrousse